# Ihurre
Ihurre/Yurre és un poble i concejo pertanyent al municipi de Vitòria. Tenia 48 habitants en (2007). Forma part de la Zona Rural Nord-oest de Vitòria. Es troba a uns 506 msnm, al marge dret del riu Zadorra a 5,5 km al nord-oest del centre de Vitòria. Estava integrat dins el municipi de Foronda fins que el 1975 fou incorporat a Vitòria. El creixement de la ciutat de Vitòria sembla de moment limitat al marge esquerre del Zadorra, per la qual cosa està encara a resguard de ser engolit per la ciutat.
El poble està al costat de l'autovia A-1, però s'hi accedeix a través de carreteres locals. Els pobles més propers són Lopida, Arangiz i el barri de Lakua.